# Лудвик Хиршфелд
Лудвик Хиршфелд (на полски Ludwik Hirszfeld), роден на 5 август 1884 г. във Варшава, починал на 7 март 1954 г. във Вроцлав) – полски лекар, бактериолог, имунолог, автор на полската имунологична школа и на нова област в науката – сероантропология.

## Биография
Роден е в асимилирано еврейско семейство.Учи медицина във Вюрцбург и Берлин. Получава докторска степен с труда си на тема аглутинация и се хабилитира на 30-годишна възраст с труд върху връзката между имунните явления и съсирването на кръвта. Работи в Института за изследване на рака в Хайделберг и в Института по хигиена към Цюрихския университет. По време на Първата световна война той се включва в борбата с епидемията от тиф в Сърбия и участва в организирането на тамошната здравна служба.
След завръщането си в Полша, от 1920 г. работи в Националния институт за изследване на кръвна плазма във Варшава, който по-късно става част от Националния институт по хигиена (PZH).В годините 1924 – 1925 е директор на института.
От 1924 г. е професор в Свободния полски университетReprezentanci nauk medycznych, zmarli członkowie AU w Krakowie, PAU, TNW i PAN, Katedra Historii Medycyny UJ CM</ref>.През 1931 става професор. В годините 1931 – 1935 и 1947 – 1952 е президент на Полското дружество на микробиолозите и епидемиолозите.
Около 1938 г. построява къща на ул. „Обронцув“ 27 в Саска Кемпа и заживява там със семейството си.
По време на Обсадата на Варшава през септември 1939 г. Хиршфелд организира център за кръвопреливане в града.Принуден е да живее във Варшавското гето. Той чете лекции там, работи в научни изследвания и благодарение на ваксината, осигурена от проф. Рудолф Вайгел от Лвов и внесена нелегално в гетото, лекува болните от тиф. През юли 1942 г., благодарение на помощта на семейство Потоцки, той избягва от гетото на арийската страна (преоблечен като работник от групата, работеща извън стените). За известен период той се укрива под сменено име (със съпругата и дъщеря си) в къщата на приятелка отпреди войната, Лаура, родена Пшедпелска Кенигова, съпруга на Мариан Кениг, а по-късно във Вислица, в Стара Милосна близо до Варшава и на други места. Преструваше се на дезинфекциращ чиновник, на уморен старец, който помага на жена си в домакинската работа. През този период той анализира медицинска статистика, пише учебник по имунология и чете произведенията на Шекспир в оригинал. През 1943 г. (след смъртта на дъщеря си) написва своята автобиография, която излиза през 1946 г. под заглавие „Историята на един живот“.
След освобождаването на Люблин през 1944 г. той участва в създаването на Университет „Мария Склодовска-Кюри“. През 1945 г. се премества във Вроцлав и започва работа в Медицинския факултет на Вроцлавския университет (той е първият декан на този факултет). През 1952 създава във Вроцлав Института по имунология и експериментална терапия към Полската академия на науките (носещ по-късно неговото име) и става негов първи директор. Организира и Център за изследване на патологията на бременността във Вроцлав. През 1952 г. той става пълноправен член на Полската академия на науките и влиза в състава на нейния президиум.
Гробът на Лудвиг и Ханна Хиршфелд се намира на гробището „Св. Лаврентий“ (Św. Wawrzyniec) във Вроцлав.

## Постижения
Най-важните му научни постижения включват изследвания върху кръвните групи. Провежда ги през периода 1907 – 1911 г. заедно с Емил фон Дунгерн в Цюрих. По това време открива законите за унаследяването на кръвните групи (които прилага за разследване на бащинство) и въвежда обозначаването на кръвните групи като 0, A, B и AB, прието в целия свят през 1928. Обозначава също Rh фактора и открива причината за серологичния конфликт, с което спасява живота на много новородени.
По време на престоя си на Балканите открива паратиф С (Salmonella hirschfeldii).
Заедно със съпругата си прави изследване на статистическите разлики в честотата на кръвните групи в популации от различни географски области, поставяйки началото на нова научна област, сероантропология. Занимава се и с трансфузиология и разработва принципите на кръвопреливането.
През 1950 г. е номиниран за Нобелова награда за медицина за разкриването на загадката на серологичния конфликт между майката и плода.

## Личен живот
Женен е за Ханна Хиршфелд – лекарка, педиатър и професор по. Единствената им дъщеря умира по време на Втората световна война.

## Основни трудове
- E. von Dungern, L. Hirszfeld, Über Vererbung gruppenspezifischer Strukturen des Blutes, 1910.
- L. Hirszfeld, Grupy krwi w zastosowaniu do biologii, medycyny i prawa, 1934
- L. Hirszfeld, Immunologia ogólna, 1948
- L. Hirszfeld, Dochodzenie ojcostwa w świetle nauki o grupach krwi, 1948

## Отличия
Командорски кръст на Ордена на Възраждане на Полша (22 юли 1951 г. за изключителни постижения в научната и професионална дейност).

## Увековечаване
- Във Вроцлав площадът, на който се намира с онкологичния център в Долна Силезия носи името на Лудвик Хиршфелд.
- Във Вроцлав функционира Институтът по имунология и експериментална терапия „Лудвик Хиршфелд“ към Полската академия на науките, основан от самия него през 1952 (той е неговият първи директор)[12].
- По случай 130-годишнината от рождението на учения, с решение на Градския съвет на Вроцлав, периодът от юни 2014 г. до май 2015 г. е обявен за „Година на паметта на Лудвик Хиршфелд“.
- През януари 1979 името на Лудвик Хиршфелд е дадено на улица в квартал Урсинов във Варшава [12]. Улици в Люблин, Йеленя Гура, Валбжих, Йелч-Ласковице и Конин също носят неговото име.